# アルベル・モネ
アルベル・モネ（Arbër Mone 、1988年6月8日 - ）は、アルバニア・フィエル出身のプロサッカー選手。アルバニア・ファーストディビジョン・ルシュニャ所属。ポジションは、ディフェンダー。